# パケット・クラシファイア
パケット・クラシファイアとは、コンピュータネットワークにおいてネットワーク機器に到着したパケットをグループに分類する機構。単にクラシファイアともいう。
IPパケットにおいては、送信者アドレス、送信者ポート、受信者アドレス、受信者ポート、IPプロトコルの5つの値を使って、パケットのクラス分けを行うことが多い。パケットを分類することによって、特定のIPアドレスからのパケットをフィルタしたり、特定のユーザからのパケットを優先的に転送したりすることが行われている。